# Bitka pri Fanu
Bitka pri Fanu, znana tudi kot Bitka pri Fanum Fortunae se je leta 271 odbila med rimsko in jutungovsko vojsko. Zmagali so Rimljani pod vodstvom cesarja Avrelijana.

## Ozadje
Avrelijana so Jutungi leta 271 v bitki pri Placentiji premagali, vendar je zbral svoje može in začel zasledovati Jutunge, ki so se hitro premikali proti nemočnemu Rimu.

## Bitka
Končno je rimska vojska ujela Jutunge in jih prisilila v boj na reki Metaurus, tik v ob Fanu. Ključni trenutek bitke je bil, ko so bili Jutungi stisnjeni ob reko, tako da je, ko je bila germanska linija prisiljena popustiti, veliko Jutungov padlo v reko in se utopilo, kot so poročali Rimljani.

## Posledice
Kljub temu in poznejšemu porazu v bitki pri Paviji (271) so kot neodvisno pleme obstajali vsaj do začetka 5. stoletja. Leta 356 ali 358 n. št. so skupaj z Alemani oblegali in na koncu porušili zelo pomemben rimski vojaški tabor Castra Regina. To je približno 80 let po porazu proti Avrelijanu. Ta tabor je bil eden največjih v vsej rimski provinci Germaniji in obmejni Galiji. Tabor je stal na območju, ki bolj ali manj ustreza današnjemu Regensburgu v Nemčiji. Jutungi in Alemani, ki so se borili v tem obleganji so se verjetno naselili na tem območju in postali del kasnejše germanske države Bavarske.